# 短星菊属
短星菊属（学名：Brachyactis）是菊科下的一个属，为一年生或多年生草本植物。该属共有5种，分布于亚洲北部和美洲北部。